# شهرستان لیشین
شهرستان لیشین (به لاتین: Lixin County) یک منطقهٔ مسکونی در چین است که در بوجوا واقع شده‌است. شهرستان لیشین ۱٬۹۵۰ کیلومتر مربع مساحت و ۱٬۳۹۰٬۰۰۰ نفر جمعیت دارد و ۲۹ متر بالاتر از سطح دریا واقع شده‌است.